# Фрідріх Фрідлендер
Фрідріх Фрідлендер пізніше Фрідріх Ріттер фон Фрідлендер-Мальгейм (нім. Friedrich Friedländer; 10 січня 1825, Угліржске-Яновіце, Австрійська імперія — 13 червня 1901, Відень) — чесько-австрійський художник. Видний представник Дюссельдорфської художньої школи.

## Біографія
Навчався у Віденській академії образотворчих мистецтв, пізніше продовжив навчання під керівництвом професора Фердинанда Георга Вальдмюллера.
З метою вивчення робіт відомих майстрів живопису в 1850 році здійснив поїздку до Італії, потім в 1852 в Дюссельдорф і, нарешті, в Париж.
З 1866 року — член Віденської академії, в 1865 році був удостоєний Імператорського австрійського ордена Франца Йосифа і ордена Заслуг Святого Михайла. У 1867 році отримав золоту медаль з короною за заслуги.
З огляду на його заслуги перед Австрією, був зведений в дворянство з титулом «Фон Мальгейм».
Його син Альфред Фрідлендер також став художником.

## Творчість
На початку своєї творчості писав історичні картини. Справжньою сенсацією стало його полотно «Смерть Тассо». Після 1854 року створював виключно жанрові картини, головним чином, з життя військових і міських сцен Відня. Добре відомі його картини з швабського народного життя. Багато з його картин знаходяться зараз в колекції Імператорської галереї у Відні.

## Галерея

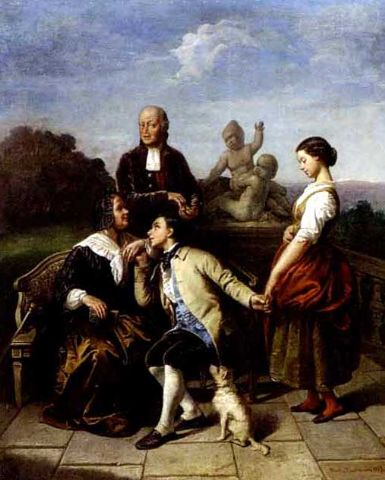
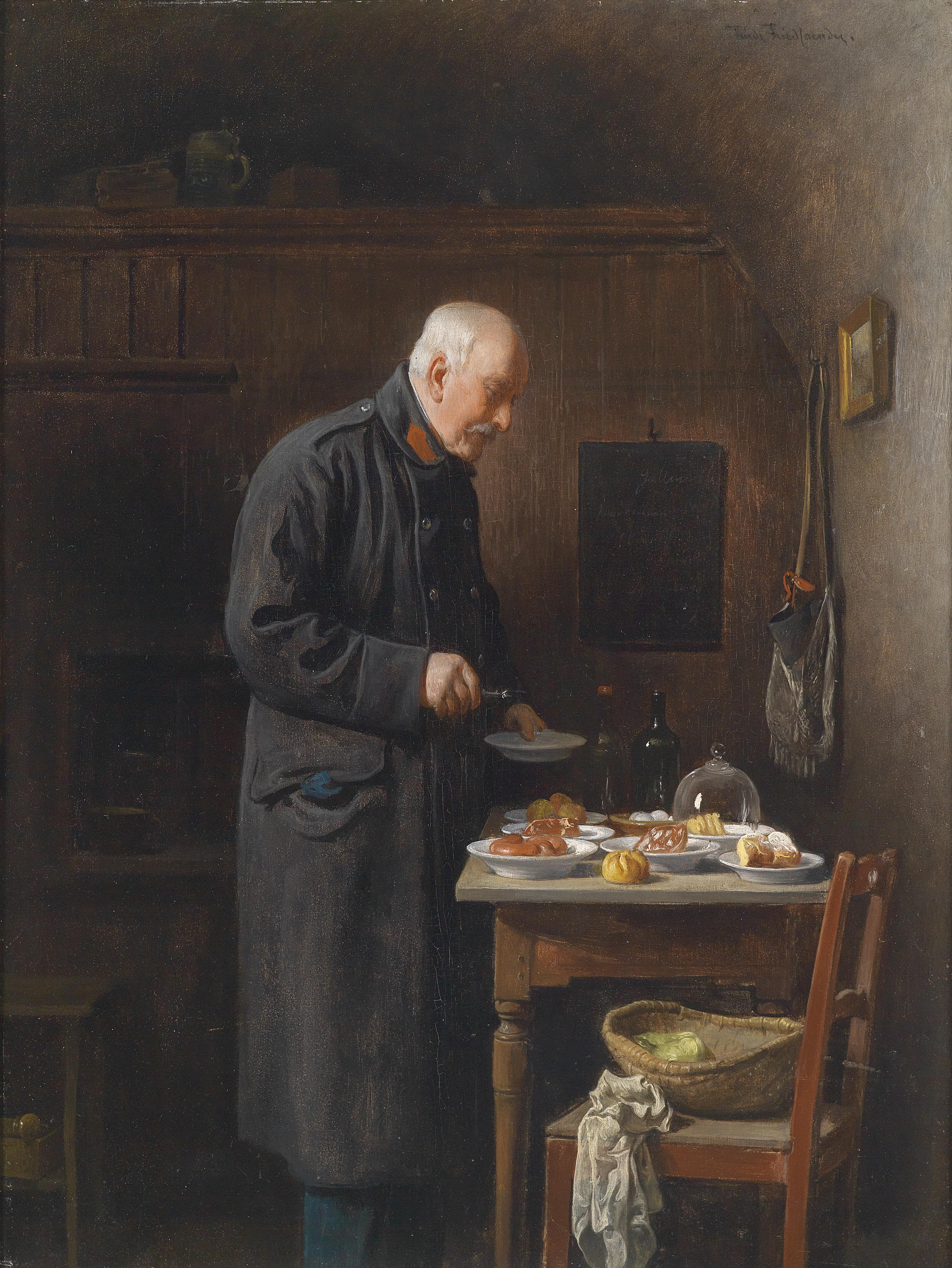
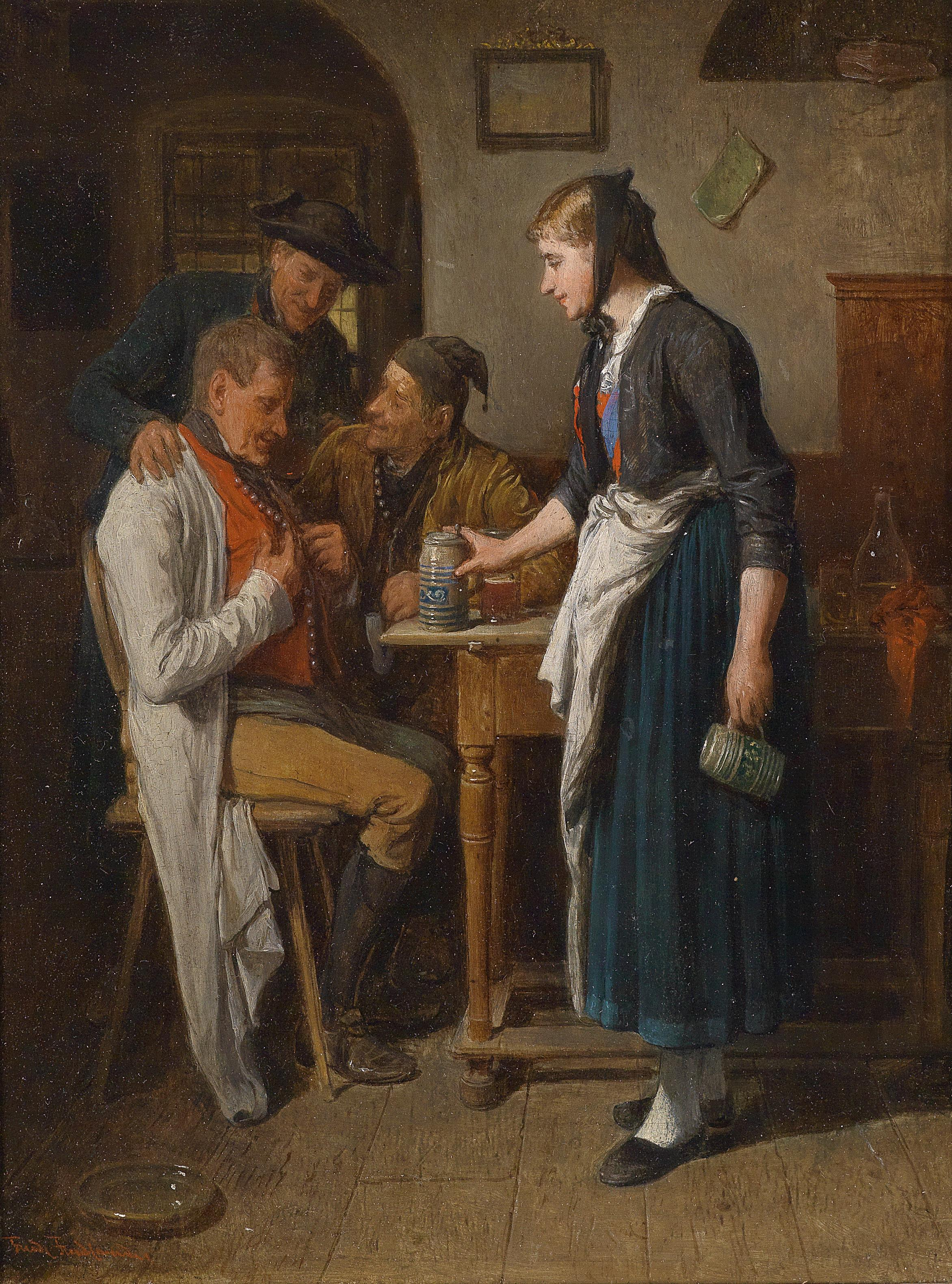
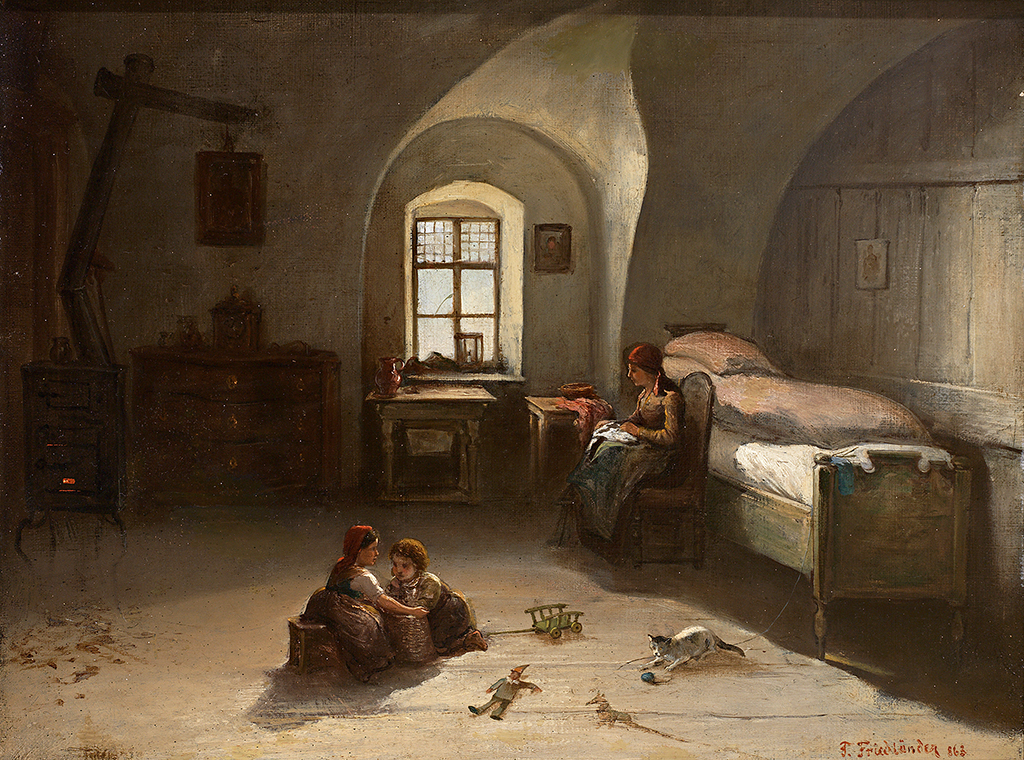
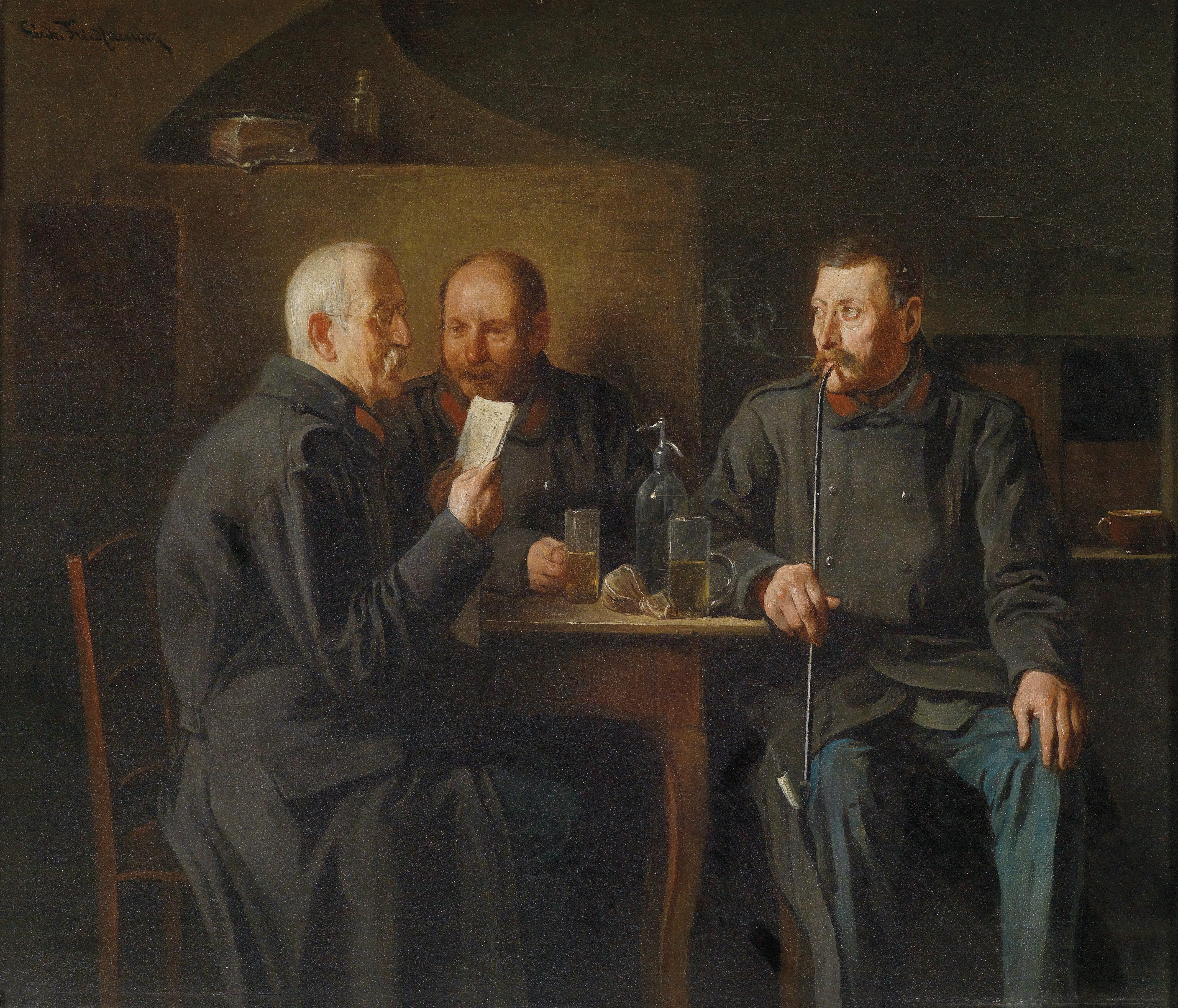
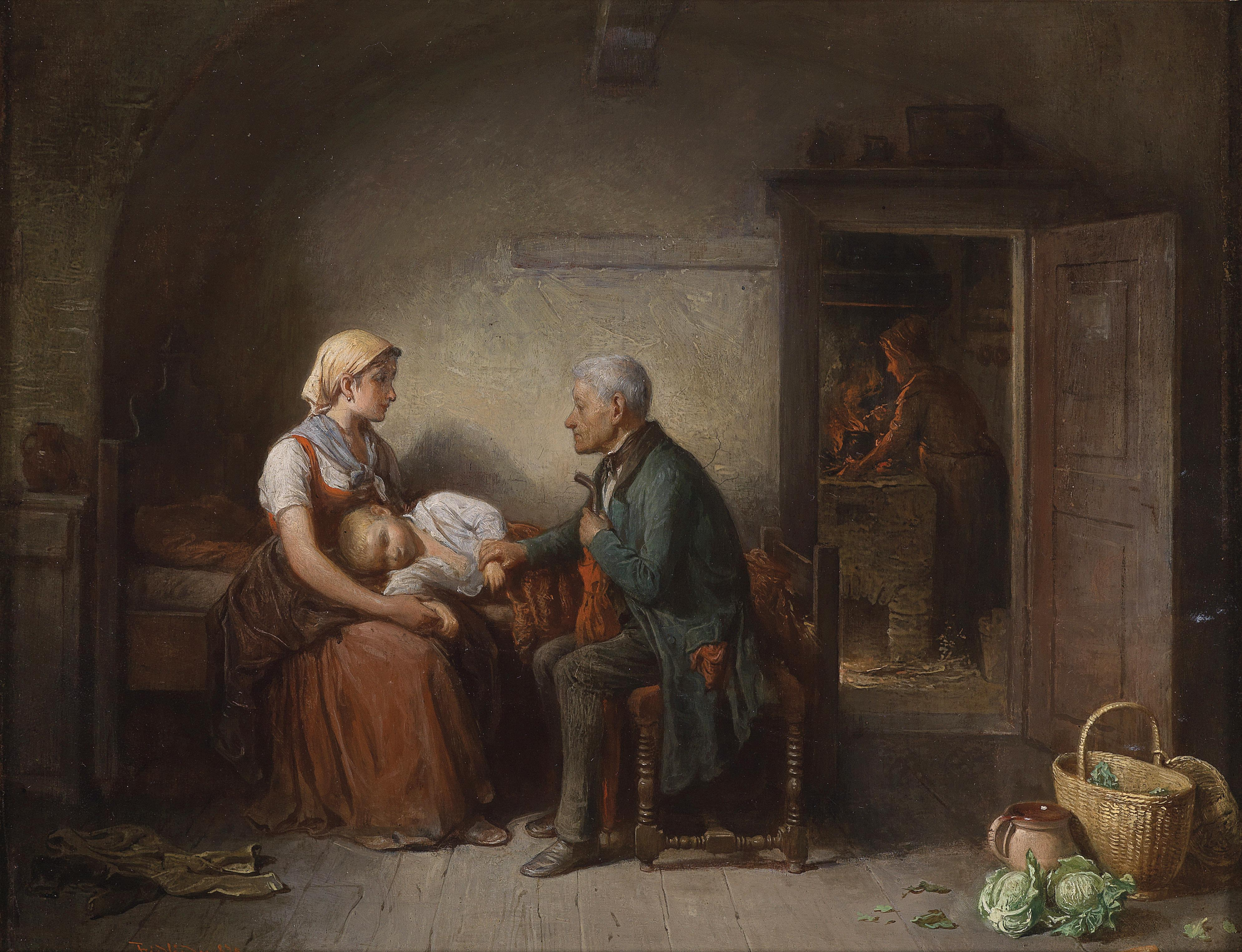
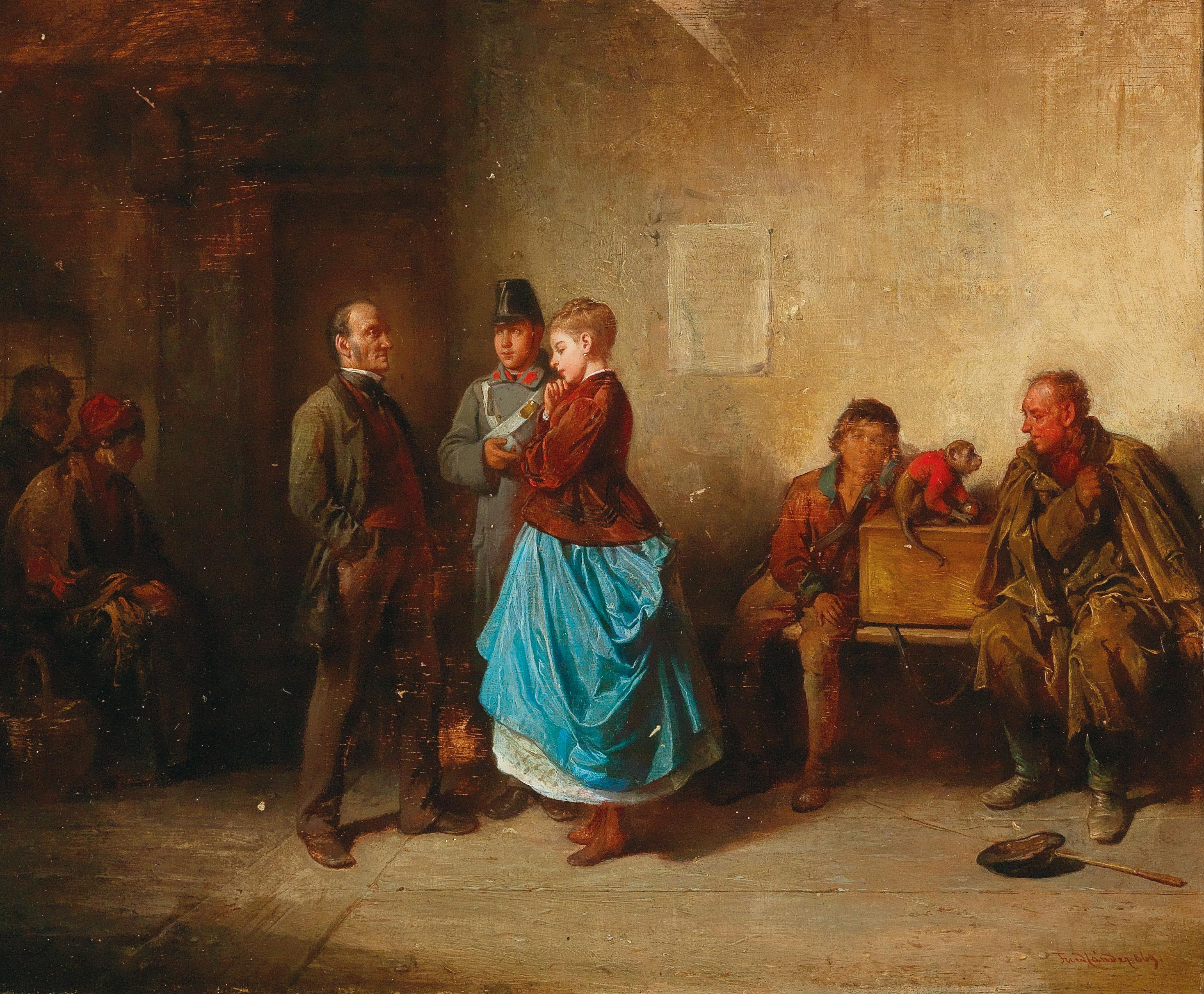